# Anne Against the World
Anne Against the World (A Estrela da Opereta (título em Portugal) ) é um filme norte-americano de 1929, do gênero drama, dirigido por Duke Worne e apresentando Boris Karloff.

## Elenco
- Shirley Mason - Anne
- Jack Mower - John Forbes
- James Bradbury Jr. - Eddie
- Billy Franey
- Isabelle Keith - Teddy
- Belle Stoddard
- Thomas A. Curran - Emmett
- Henry Roquemore - Folmer
- Boris Karloff